# إلفيس كامسوبا
إلفيس كامسوبا لاعب كرة قدم  بوروندي يلعب مع نادي ملبورن فيكتوري.